# O Vendedor de Histórias
O Vendedor de Histórias (no original, Sirkusdirektørens datter) é um livro publicado em 2001 pelo escritor norueguês Jostein Gaarder, autor de, entre outros, O Mundo de Sofia.

## Sinopse
Inspirado nas suas idas ao circo em companhia do pai, o pequeno Petter inventa um conto de fadas: Panina Manina, filha do dono de um circo, desaparece num rio e é dada por morta, mas acaba resgatada por uma cigana. Anos mais tarde, a menina vira trapezista e vai trabalhar no circo do próprio pai, porém sem que ambos saibam ser pai e filha. Certo dia, Panina cai durante uma apresentação e é socorrida pelo dono do circo. Ao ver o colar de âmbar no pescoço da moça, ele percebe que a artista é sua filha desaparecida. O conto é mais uma das inúmeras fantasias que povoam a imaginação sem freios de Petter, um menino precoce que se torna um adulto solitário. Sua única companhia é o Homem-Metro, um personagem que saiu de seus sonhos para a realidade. Mesmo quando Petter encontra Maria, mulher por quem se apaixona, a relação não dura: termina após um estranho pacto. Para garantir sua subsistência, Petter torna-se o Aranha, uma espécie de ghost-writer que vende os frutos de sua imaginação para escritores sem idéias. Avesso à fama, ele parece ter encontrado a forma ideal para viver do seu talento. No entanto, uma série de conflitos com seus clientes e o retorno de fantasmas do passado colocam sua vida em perigo - e mostram que fantasia e realidade nem sempre correm paralelas. Assim como o trabalho da mente de seu protagonista, O Vendedor de Histórias é um vôo de imaginação. Jostein Gaarder convida mais uma vez a enxergar o mundo com um olhar extraordinário e a refletir sobre o poder da memória e da fantasia sobre o dia-a-dia do leitor e do homem comum.